# Łukasz Piszczek
Łukasz Piszczek (pron. ˈwukaʂ ˈpiʂtʂɛk; Czechowice-Dziedzice, 3 giugno 1985) è un calciatore e allenatore di calcio polacco, difensore del LKS Goczałkowice-Zdrój.

## Caratteristiche tecniche
È un terzino destro, dalla buona capacità di corsa, coadiuvata da un'ottima resistenza fisica, possiede una buona tecnica di base, può essere utilizzato anche sulla linea dei centrocampisti agendo come ala destra sulla fascia.

## Carriera

### Club

#### Hertha Berlino e prestito al Zagłębie Lubin

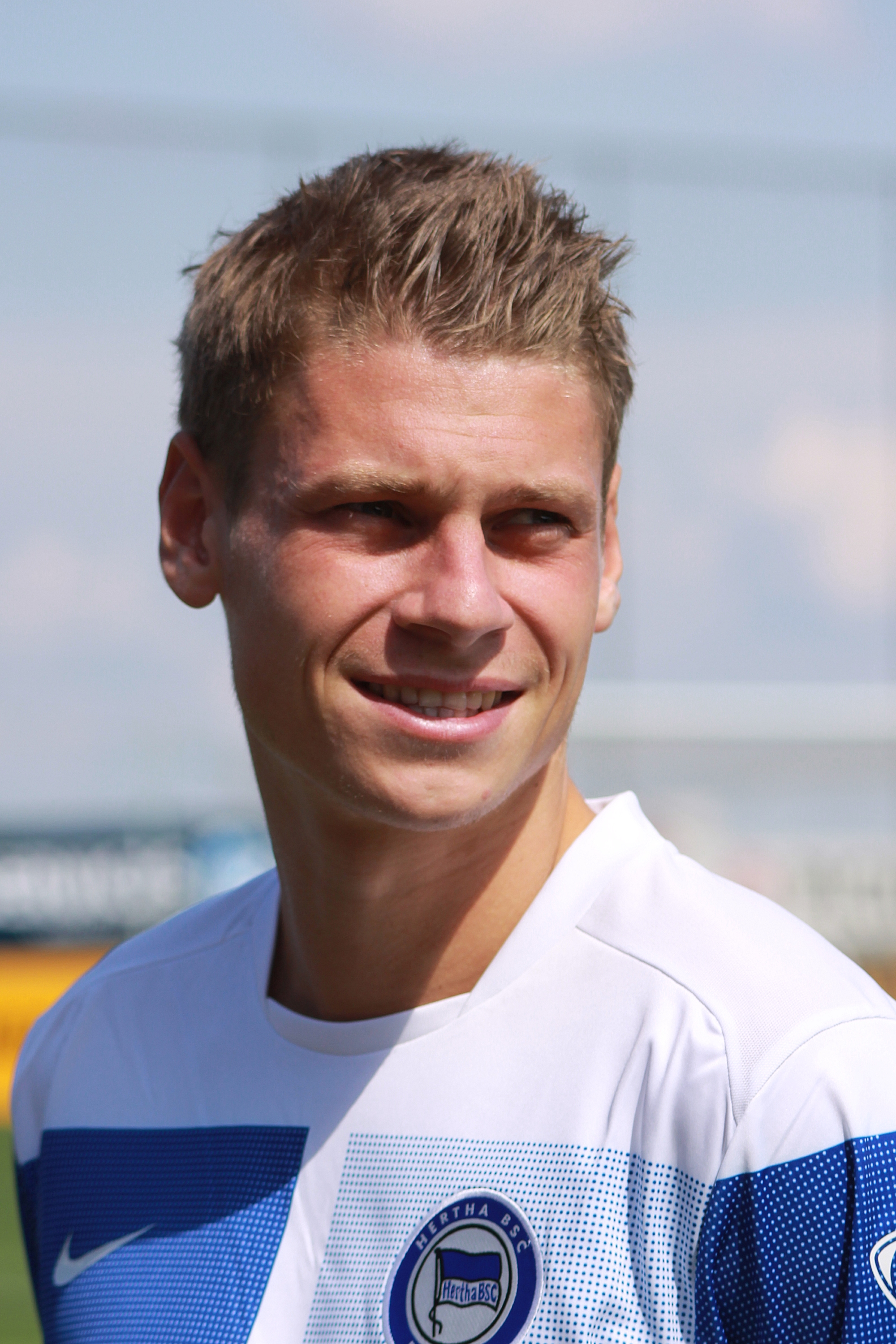
Piszczek con la maglia dell' nel 2009.

Cresce nel Gwarek Zabrze e nel 2004 sostiene un provino per l'Hertha Berlino, squadra della Bundesliga. Superatolo, l'Hertha non lo ritiene ancora pronto per un campionato di primo livello e quindi lo cede in prestito in Polonia, allo Zagłębie Lubin, squadra nella quale milita per tre stagioni, durante le quali riesce anche a conquistare a sorpresa il titolo di Campione di Polonia (campionato 2006-07), realizzando 11 gol, una rete in meno rispetto al compagno di reparto Michał Chałbiński.
Nell'estate 2007 fa ritorno all'Hertha: per la maggior parte della stagione rimane seduto in panchina, per lo più subentrando a gara in corso, ma le ultime nove gare di campionato lo vedono partire da titolare e durante una di queste, 2-2 contro l'Hannover 96 (26 aprile 2008), realizza il suo primo gol in Germania.

#### Borussia Dortmund

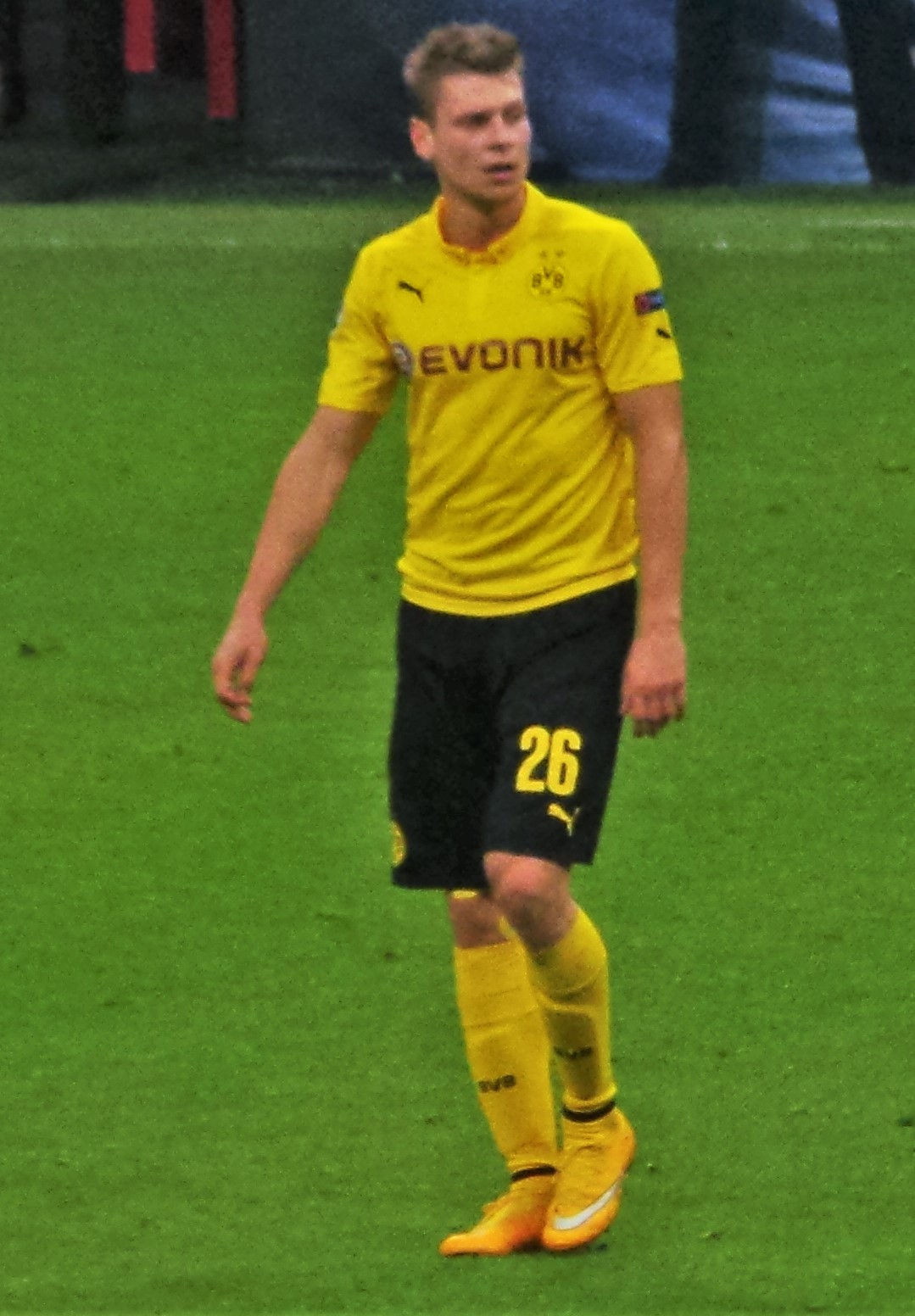
Piszczek con la maglia del nel 2014.

Dopo essere stato svincolato, il 20 maggio 2010 passa al Borussia Dortmund a parametro zero.
Approfittando dell'infortunio di Owomoyela, Piszczek inizia il campionato 2010-11 da titolare e viene schierato da Jürgen Klopp come terzino destro. Grazie a delle ottime prestazioni, il calciatore polacco quel ruolo non lo lascerà più giocando praticamente l'intero campionato. È proprio in questo splendido campionato disputato dal Borussia Dortmund (che alla fine vincerà il titolo in Bundesliga) che Piszczek emergerà grazie alle sue doti di terzino di spinta. Fornendo molti assist, diventa il giocatore che ha fornito più assist del Borussia Dortmund in campionato.
Nella stagione 2011-2012 Piszczek parte sempre da titolare nel Borussia Dortmund ma nelle prime partite del campionato la squadra tedesca non riesce a tenere il ritmo dell'anno precedente a causa anche del doppio impegno di Champions league. Segna il suo primo goal con il Borussia Dortmund nella partita con il Mainz all'ultimo secondo regalando la vittoria alla sua squadra. Segna invece il suo secondo gol stagionale contro lo Stoccarda fuori casa, portando la propria squadra così al pareggio. Conclude la propria stagione con la vittoria in coppa e in Bundesliga, la seconda consecutiva del Borussia Dortmund colmata da sue ottime prestazioni, tanti assist e 4 gol.
Il 5 giugno si procura un gravissimo infortunio all'anca che lo tiene fuori dai giochi per 6 mesi. Il 23 novembre 2013 rientra in campo nella sconfitta casalinga per 0-3 contro i rivali del Bayern Monaco. Il 14 dicembre 2013 torna al gol dopo l'infortunio segnando la rete della rimonta da parte della sua squadra sul campo dell'Hoffenheim che da 2-0 ha fissato il risultato sul 2-2, grazie anche al gol del compagno di squadra Aubameyang. Il 31 gennaio 2014 gioca la sua 100ª partita in Bundesliga con la maglia del Borussia Dortmund entrando a 7 minuti dal termine della gara Eintracht Braunschweig-Borussia Dortmund 1-2.
La stagione 2014-2015 si apre con la vittoria della Supercoppa di Germania, battendo il Bayern Monaco con il punteggio di 2-0. Nell'occasione serve l'assist al compagno Aubameyang per il 2-0 finale.

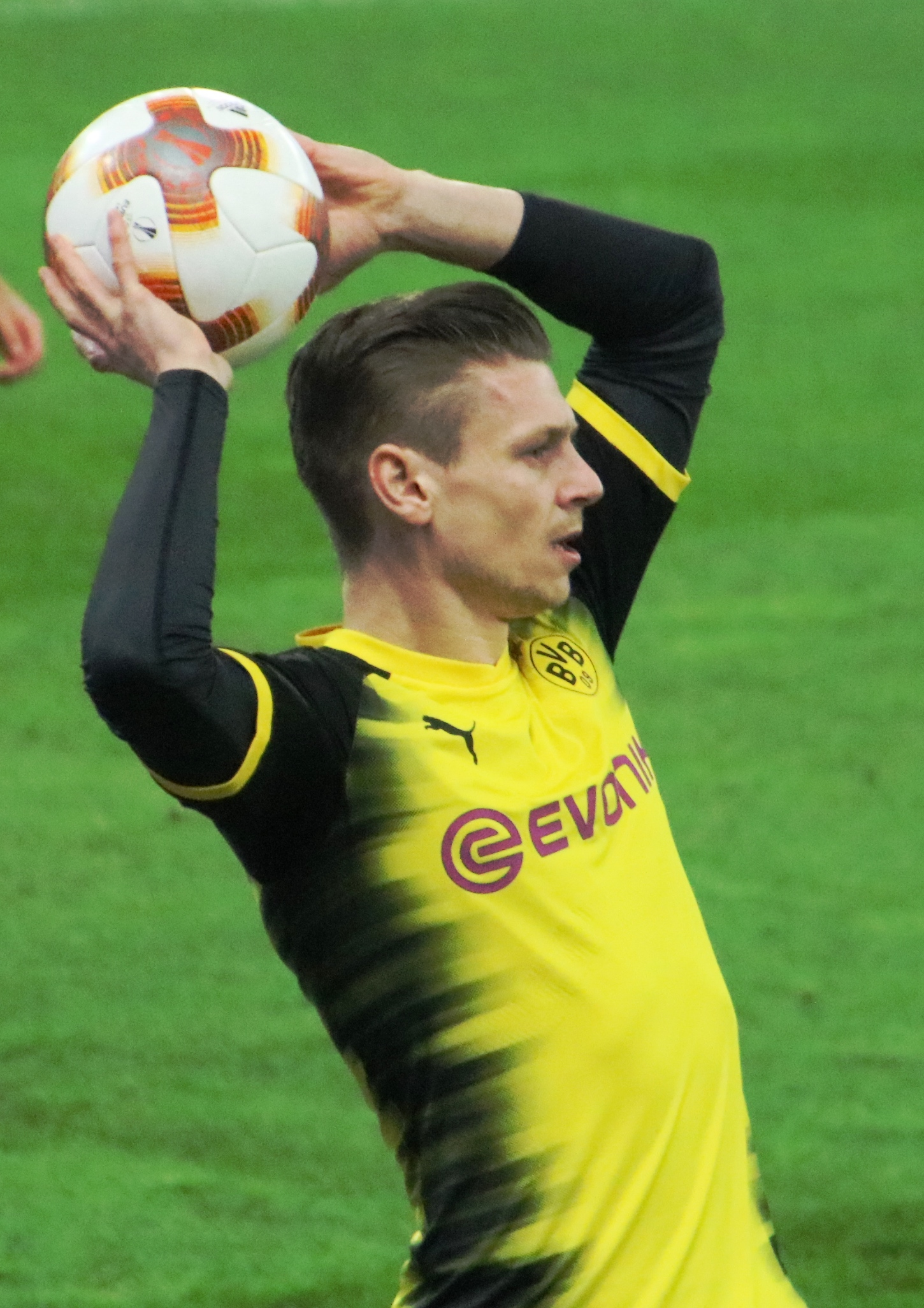
Piszczek mentre si appresta a battere una rimessa laterale con la maglia del Borussia Dortmund nel 2018.

La stagione successiva si apre con il cambio di guida tecnica passando da Jürgen Klopp al nuovo allenatore Thomas Tuchel. La prima presenza stagionale la trova il 30 luglio nella prima partita di qualificazione ai gironi di Europa League nella partita vinta 3-0 in casa del Wolfsberger. Il 28 ottobre trova il primo gol stagionale nella partita vinta 7-1 in casa contro il Paderbon; nella partita regala anche un assist vincente. Si ripete il 18 febbraio andando a segno in Europa League contro il Porto nella partita vinta in casa 2-0.
Nella stagione 2016-2017 trova la prima presenza alla prima giornata di campionato nella partita vinta 2-1 contro il Mainz. Il 20 settembre trova il primo gol nella vittoria in trasferta per 5-1 sul campo del Wolfsburg. Risulta essere una stagione particolarmente prolifica per lui infatti mette a segno altri 4 gol: nelle partite contro il Friburgo vinta 3-1, nella partita contro il Borussia Mönchengladbach vinta 4-1, nella partita contro il Werder Brema vinta 2-1 e contro il Wolfsburg nella vittoria per 3-0, arrivando così a 5 gol stagionali, un record per lui. L'11 aprile 2017, alla vigilia della partita di Champions League contro il Monaco, un'esplosione investe il pullman su cui viaggiavano lui e la sua squadra.
Il 20 agosto 2018, in occasione del match di coppa contro il Greuther Fürth, Piszczek timbra la sua trecentesima gara ufficiale con il club di Dortmund.
Al termine della stagione 2020-2021 lascia i gialloneri dopo 11 anni.

#### Il ritorno in Polonia
Il 25 giugno 2021 viene annunciato il suo passaggio al LKS Goczałkowice-Zdrój, club militante in III liga, quarto livello del calcio polacco.

### Nazionale

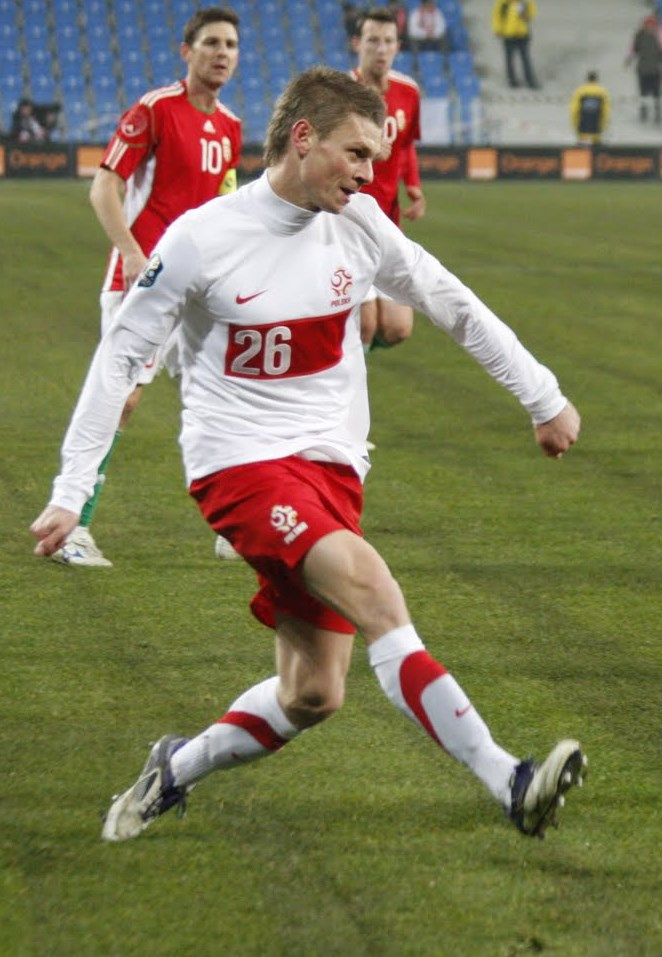
Piszczek in azione con la maglia della Polonia nel novembre 2011.

Grazie alle sue prestazioni nella stagione del titolo, riesce a guadagnarsi la convocazione in nazionale, facendo il suo esordio il 3 febbraio 2007 in una vittoriosa amichevole, disputata a Jerez (Spagna), contro l'Estonia (4-0). La prima partita da titolare arriva più di un anno dopo, nell'amichevole persa 3 a 0 contro gli Stati Uniti, nella quale viene sostituito nell'intervallo.
Il 5 giugno 2008, l'allora commissario tecnico della Polonia, Leo Benhakker, lo convoca per partecipare al campionato d'Europa 2008 in Austria e Svizzera, rimpiazzando l'infortunato collega Jakub Błaszczykowski.
Quattro anni più tardi, esordisce da titolare agli Europei nella sfida inaugurale contro la Grecia (1-1) del 8 giugno 2012.
Viene convocato per gli Europei 2016 in Francia. e anche per i Mondiali 2018 in Russia. Al termine della rassegna iridata russa, sancita dall'eliminazione al primo turno della Polonia, si ritira dalla nazionale. Torna tuttavia in nazionale nel novembre 2019 per disputare la 66ª ed ultima partita contro la Slovenia.

## Statistiche

### Presenze e reti nei club
Statistiche aggiornate al 20 novembre 2021.
| Stagione                 | Squadra                  | Campionato               | Campionato | Campionato | Coppe nazionali | Coppe nazionali | Coppe nazionali | Coppe continentali | Coppe continentali | Coppe continentali | Altre coppe | Altre coppe | Altre coppe | Totale | Totale |
| Stagione                 | Squadra                  | Comp                     | Pres       | Reti       | Comp            | Pres            | Reti            | Comp               | Pres               | Reti               | Comp        | Pres        | Reti        | Pres   | Reti   |
| ------------------------ | ------------------------ | ------------------------ | ---------- | ---------- | --------------- | --------------- | --------------- | ------------------ | ------------------ | ------------------ | ----------- | ----------- | ----------- | ------ | ------ |
| 2004-2005                | Zaglebie Lubin           | I L                      | 11         | 2          | PP              | 12              | 4               | -                  | -                  | -                  | -           | -           | -           | 23     | 6      |
| 2005-2006                | Zaglebie Lubin           | I L                      | 28         | 1          | PP              | 8               | 1               | -                  | -                  | -                  | -           | -           | -           | 36     | 2      |
| 2006-2007                | Zaglebie Lubin           | I L                      | 30         | 11         | PP+PE           | 2+5             | 1+1             | CU                 | 2                  | 0                  | -           | -           | -           | 39     | 13     |
| Totale Zagłębie Lubin    | Totale Zagłębie Lubin    | Totale Zagłębie Lubin    | 69         | 14         |                 | 27              | 7               |                    | 2                  | 0                  |             | -           | -           | 98     | 21     |
| 2007-2008                | Hertha Berlino           | BL                       | 24         | 1          | CG              | 2               | 0               | -                  | -                  | -                  | -           | -           | -           | 26     | 1      |
| 2008-2009                | Hertha Berlino           | BL                       | 13         | 0          | CG              | 2               | 0               | CU                 | 4                  | 3                  | -           | -           | -           | 19     | 3      |
| 2009-2010                | Hertha Berlino           | BL                       | 31         | 2          | CG              | 2               | 0               | UEL                | 9                  | 1                  | -           | -           | -           | 42     | 3      |
| Totale Hertha Berlino    | Totale Hertha Berlino    | Totale Hertha Berlino    | 68         | 3          |                 | 6               | 0               |                    | 13                 | 4                  |             | -           | -           | 87     | 7      |
| 2010-2011                | Borussia Dortmund        | BL                       | 33         | 0          | CG              | 1               | 0               | UEL                | 7                  | 0                  | -           | -           | -           | 41     | 0      |
| 2011-2012                | Borussia Dortmund        | BL                       | 32         | 4          | CG              | 6               | 0               | UCL                | 6                  | 0                  | SG          | 1           | 0           | 45     | 4      |
| 2012-2013                | Borussia Dortmund        | BL                       | 29         | 2          | CG              | 4               | 0               | UCL                | 12                 | 0                  | SG          | 1           | 0           | 46     | 2      |
| 2013-2014                | Borussia Dortmund        | BL                       | 19         | 3          | CG              | 4               | 0               | UCL                | 6                  | 0                  | SG          | 0           | 0           | 29     | 3      |
| 2014-2015                | Borussia Dortmund        | BL                       | 22         | 0          | CG              | 2               | 0               | UCL                | 5                  | 0                  | SG          | 1           | 0           | 30     | 0      |
| 2015-2016                | Borussia Dortmund        | BL                       | 20         | 0          | CG              | 6               | 1               | UEL                | 12                 | 1                  | -           | -           | -           | 38     | 2      |
| 2016-2017                | Borussia Dortmund        | BL                       | 25         | 5          | CG              | 5               | 0               | UCL                | 9                  | 0                  | SG          | 0           | 0           | 39     | 5      |
| 2017-2018                | Borussia Dortmund        | BL                       | 24         | 0          | CG              | 1               | 0               | UCL+UEL            | 2+3                | 0                  | SG          | 1           | 0           | 31     | 0      |
| 2018-2019                | Borussia Dortmund        | BL                       | 20         | 1          | CG              | 1               | 0               | UCL                | 5                  | 0                  | -           | -           | -           | 26     | 1      |
| 2019-2020                | Borussia Dortmund        | BL                       | 29         | 1          | CG              | 2               | 0               | UCL                | 6                  | 0                  | SG          | 1           | 0           | 38     | 1      |
| 2020-2021                | Borussia Dortmund        | BL                       | 11         | 0          | CG              | 4               | 0               | UCL                | 3                  | 1                  | SG          | 1           | 0           | 19     | 1      |
| Totale Borussia Dortmund | Totale Borussia Dortmund | Totale Borussia Dortmund | 264        | 16         |                 | 36              | 1               |                    | 76                 | 2                  |             | 6           | 0           | 382    | 19     |
| 2021-2022                | Goczałkowice-Zdrój       | 4L                       | 17         | 0          | PP              | -               | -               | -                  | -                  | -                  | -           | -           | -           | 17     | 0      |
| Totale carriera          | Totale carriera          | Totale carriera          | 416        | 33         |                 | 69              | 8               |                    | 91                 | 6                  |             | 6           | 0           | 582    | 47     |

### Cronologia presenze e reti in nazionale
| Cronologia completa delle presenze e delle reti in nazionale ― Polonia | Cronologia completa delle presenze e delle reti in nazionale ― Polonia | Cronologia completa delle presenze e delle reti in nazionale ― Polonia | Cronologia completa delle presenze e delle reti in nazionale ― Polonia | Cronologia completa delle presenze e delle reti in nazionale ― Polonia | Cronologia completa delle presenze e delle reti in nazionale ― Polonia | Cronologia completa delle presenze e delle reti in nazionale ― Polonia | Cronologia completa delle presenze e delle reti in nazionale ― Polonia |
| Data                                                                   | Città                                                                  | In casa                                                                | Risultato                                                              | Ospiti                                                                 | Competizione                                                           | Reti                                                                   | Note                                                                   |
| ---------------------------------------------------------------------- | ---------------------------------------------------------------------- | ---------------------------------------------------------------------- | ---------------------------------------------------------------------- | ---------------------------------------------------------------------- | ---------------------------------------------------------------------- | ---------------------------------------------------------------------- | ---------------------------------------------------------------------- |
| 3-2-2007                                                               | Jerez de la Frontera                                                   | Estonia                                                                | 0 – 4                                                                  | Polonia                                                                | Amichevole                                                             | -                                                                      | 61’                                                                    |
| 22-8-2007                                                              | Mosca                                                                  | Russia                                                                 | 2 – 2                                                                  | Polonia                                                                | Amichevole                                                             | -                                                                      | 76’                                                                    |
| 26-3-2008                                                              | Chorzów                                                                | Polonia                                                                | 0 – 3                                                                  | Stati Uniti                                                            | Amichevole                                                             | -                                                                      | 46’                                                                    |
| 8-6-2008                                                               | Klagenfurt am Wörthersee                                               | Germania                                                               | 2 – 0                                                                  | Polonia                                                                | Euro 2008 - 1º turno                                                   | -                                                                      | 65’                                                                    |
| 6-9-2008                                                               | Breslavia                                                              | Polonia                                                                | 1 – 1                                                                  | Slovenia                                                               | Qual. Mondiali 2010                                                    | -                                                                      |                                                                        |
| 10-9-2008                                                              | Serravalle                                                             | San Marino                                                             | 0 – 2                                                                  | Polonia                                                                | Qual. Mondiali 2010                                                    | -                                                                      | 88’                                                                    |
| 29-5-2010                                                              | Kielce                                                                 | Polonia                                                                | 0 – 0                                                                  | Finlandia                                                              | Amichevole                                                             | -                                                                      |                                                                        |
| 2-6-2010                                                               | Kufstein                                                               | Serbia                                                                 | 0 – 0                                                                  | Polonia                                                                | Amichevole                                                             | -                                                                      | 68’                                                                    |
| 4-9-2010                                                               | Łódź                                                                   | Polonia                                                                | 1 – 1                                                                  | Ucraina                                                                | Amichevole                                                             | -                                                                      |                                                                        |
| 7-9-2010                                                               | Cracovia                                                               | Polonia                                                                | 1 – 2                                                                  | Australia                                                              | Amichevole                                                             | -                                                                      |                                                                        |
| 9-10-2010                                                              | Chicago                                                                | Stati Uniti                                                            | 2 – 2                                                                  | Polonia                                                                | Amichevole                                                             | -                                                                      |                                                                        |
| 12-10-2010                                                             | Montréal                                                               | Ecuador                                                                | 2 – 2                                                                  | Polonia                                                                | Amichevole                                                             | -                                                                      | 61’                                                                    |
| 17-11-2010                                                             | Poznań                                                                 | Polonia                                                                | 3 – 1                                                                  | Costa d'Avorio                                                         | Amichevole                                                             | -                                                                      |                                                                        |
| 9-2-2011                                                               | Faro                                                                   | Polonia                                                                | 1 – 0                                                                  | Norvegia                                                               | Amichevole                                                             | -                                                                      |                                                                        |
| 25-3-2011                                                              | Kaunas                                                                 | Lituania                                                               | 2 – 0                                                                  | Polonia                                                                | Amichevole                                                             | -                                                                      |                                                                        |
| 29-3-2011                                                              | Larissa                                                                | Grecia                                                                 | 0 – 0                                                                  | Polonia                                                                | Amichevole                                                             | -                                                                      |                                                                        |
| 5-6-2011                                                               | Varsavia                                                               | Polonia                                                                | 2 – 1                                                                  | Argentina                                                              | Amichevole                                                             | -                                                                      |                                                                        |
| 9-6-2011                                                               | Varsavia                                                               | Polonia                                                                | 0 – 1                                                                  | Francia                                                                | Amichevole                                                             | -                                                                      |                                                                        |
| 11-10-2011                                                             | Wiesbaden                                                              | Polonia                                                                | 2 – 0                                                                  | Bielorussia                                                            | Amichevole                                                             | -                                                                      |                                                                        |
| 11-11-2011                                                             | Breslavia                                                              | Polonia                                                                | 0 – 2                                                                  | Italia                                                                 | Amichevole                                                             | -                                                                      |                                                                        |
| 15-11-2011                                                             | Poznań                                                                 | Polonia                                                                | 2 – 1                                                                  | Ungheria                                                               | Amichevole                                                             | -                                                                      | 59’                                                                    |
| 29-2-2012                                                              | Varsavia                                                               | Polonia                                                                | 0 – 0                                                                  | Portogallo                                                             | Amichevole                                                             | -                                                                      |                                                                        |
| 26-5-2012                                                              | Klagenfurt am Wörthersee                                               | Polonia                                                                | 1 – 0                                                                  | Slovacchia                                                             | Amichevole                                                             | -                                                                      |                                                                        |
| 2-6-2012                                                               | Varsavia                                                               | Polonia                                                                | 4 – 0                                                                  | Andorra                                                                | Amichevole                                                             | -                                                                      | 46’                                                                    |
| 8-6-2012                                                               | Varsavia                                                               | Polonia                                                                | 1 – 1                                                                  | Grecia                                                                 | Euro 2012 - 1º turno                                                   | -                                                                      |                                                                        |
| 12-6-2012                                                              | Varsavia                                                               | Polonia                                                                | 1 – 1                                                                  | Russia                                                                 | Euro 2012 - 1º turno                                                   | -                                                                      |                                                                        |
| 16-6-2012                                                              | Breslavia                                                              | Rep. Ceca                                                              | 1 – 0                                                                  | Polonia                                                                | Euro 2012 - 1º turno                                                   | -                                                                      |                                                                        |
| 15-8-2012                                                              | Tallinn                                                                | Estonia                                                                | 1 – 0                                                                  | Polonia                                                                | Amichevole                                                             | -                                                                      |                                                                        |
| 7-9-2012                                                               | Podgorica                                                              | Montenegro                                                             | 2 – 2                                                                  | Polonia                                                                | Qual. Mondiali 2014                                                    | -                                                                      |                                                                        |
| 11-9-2012                                                              | Breslavia                                                              | Polonia                                                                | 2 – 0                                                                  | Moldavia                                                               | Qual. Mondiali 2014                                                    | -                                                                      |                                                                        |
| 17-10-2012                                                             | Varsavia                                                               | Polonia                                                                | 1 – 1                                                                  | Inghilterra                                                            | Qual. Mondiali 2014                                                    | -                                                                      |                                                                        |
| 14-11-2012                                                             | Danzica                                                                | Polonia                                                                | 1 – 3                                                                  | Uruguay                                                                | Amichevole                                                             | -                                                                      |                                                                        |
| 22-3-2013                                                              | Varsavia                                                               | Polonia                                                                | 1 – 3                                                                  | Ucraina                                                                | Qual. Mondiali 2014                                                    | 1                                                                      |                                                                        |
| 26-3-2013                                                              | Varsavia                                                               | Polonia                                                                | 5 – 0                                                                  | San Marino                                                             | Qual. Mondiali 2014                                                    | 1                                                                      |                                                                        |
| 5-3-2014                                                               | Varsavia                                                               | Polonia                                                                | 0 – 1                                                                  | Scozia                                                                 | Amichevole                                                             | -                                                                      | cap.                                                                   |
| 6-6-2014                                                               | Danzica                                                                | Polonia                                                                | 2 – 1                                                                  | Lituania                                                               | Amichevole                                                             | -                                                                      | 76’                                                                    |
| 11-10-2014                                                             | Varsavia                                                               | Polonia                                                                | 2 – 0                                                                  | Germania                                                               | Qual. Euro 2016                                                        | -                                                                      | 90+3’                                                                  |
| 14-10-2014                                                             | Varsavia                                                               | Polonia                                                                | 2 – 2                                                                  | Scozia                                                                 | Qual. Euro 2016                                                        | -                                                                      |                                                                        |
| 14-11-2014                                                             | Tbilisi                                                                | Georgia                                                                | 0 – 4                                                                  | Polonia                                                                | Qual. Euro 2016                                                        | -                                                                      |                                                                        |
| 13-6-2015                                                              | Varsavia                                                               | Polonia                                                                | 4 – 0                                                                  | Georgia                                                                | Qual. Euro 2016                                                        | -                                                                      |                                                                        |
| 4-9-2015                                                               | Francoforte sul Meno                                                   | Germania                                                               | 3 – 1                                                                  | Polonia                                                                | Qual. Euro 2016                                                        | -                                                                      | 43’                                                                    |
| 8-10-2015                                                              | Glasgow                                                                | Scozia                                                                 | 2 – 2                                                                  | Polonia                                                                | Qual. Euro 2016                                                        | -                                                                      |                                                                        |
| 11-10-2015                                                             | Varsavia                                                               | Polonia                                                                | 2 – 1                                                                  | Irlanda                                                                | Qual. Euro 2016                                                        | -                                                                      |                                                                        |
| 13-11-2015                                                             | Varsavia                                                               | Polonia                                                                | 4 – 2                                                                  | Islanda                                                                | Amichevole                                                             | -                                                                      |                                                                        |
| 23-3-2016                                                              | Poznań                                                                 | Polonia                                                                | 1 – 0                                                                  | Serbia                                                                 | Amichevole                                                             | -                                                                      |                                                                        |
| 1-6-2016                                                               | Danzica                                                                | Polonia                                                                | 1 – 2                                                                  | Paesi Bassi                                                            | Amichevole                                                             | -                                                                      | 46’                                                                    |
| 12-6-2016                                                              | Nizza                                                                  | Polonia                                                                | 1 – 0                                                                  | Irlanda del Nord                                                       | Euro 2016 - 1º turno                                                   | -                                                                      | 89’                                                                    |
| 16-6-2016                                                              | Saint-Denis                                                            | Germania                                                               | 0 – 0                                                                  | Polonia                                                                | Euro 2016 - 1º turno                                                   | -                                                                      |                                                                        |
| 25-6-2016                                                              | Saint-Étienne                                                          | Svizzera                                                               | 1 – 1 dts (4 – 5 dtr)                                                  | Polonia                                                                | Euro 2016 - Ottavi di finale                                           | -                                                                      |                                                                        |
| 30-6-2016                                                              | Marsiglia                                                              | Polonia                                                                | 1 – 1 dts (3 – 5 dtr)                                                  | Portogallo                                                             | Euro 2016 - Quarti di finale                                           | -                                                                      |                                                                        |
| 4-9-2016                                                               | Astana                                                                 | Kazakistan                                                             | 2 – 2                                                                  | Polonia                                                                | Qual. Mondiali 2018                                                    | -                                                                      | 53’                                                                    |
| 8-10-2016                                                              | Varsavia                                                               | Polonia                                                                | 3 – 2                                                                  | Danimarca                                                              | Qual. Mondiali 2018                                                    | -                                                                      |                                                                        |
| 11-11-2016                                                             | Bucarest                                                               | Romania                                                                | 0 – 3                                                                  | Polonia                                                                | Qual. Mondiali 2018                                                    | -                                                                      |                                                                        |
| 26-3-2017                                                              | Podgorica                                                              | Montenegro                                                             | 1 – 2                                                                  | Polonia                                                                | Qual. Mondiali 2018                                                    | 1                                                                      |                                                                        |
| 10-6-2017                                                              | Varsavia                                                               | Polonia                                                                | 3 – 1                                                                  | Romania                                                                | Qual. Mondiali 2018                                                    | -                                                                      |                                                                        |
| 1-9-2017                                                               | Copenaghen                                                             | Danimarca                                                              | 4 – 0                                                                  | Polonia                                                                | Qual. Mondiali 2018                                                    | -                                                                      | 34’                                                                    |
| 4-9-2017                                                               | Varsavia                                                               | Polonia                                                                | 3 – 0                                                                  | Kazakistan                                                             | Qual. Mondiali 2018                                                    | -                                                                      |                                                                        |
| 5-10-2017                                                              | Erevan                                                                 | Armenia                                                                | 1 – 6                                                                  | Polonia                                                                | Qual. Mondiali 2018                                                    | -                                                                      |                                                                        |
| 8-10-2017                                                              | Varsavia                                                               | Polonia                                                                | 4 – 2                                                                  | Montenegro                                                             | Qual. Mondiali 2018                                                    | -                                                                      | 45’                                                                    |
| 23-3-2018                                                              | Breslavia                                                              | Polonia                                                                | 0 – 1                                                                  | Nigeria                                                                | Amichevole                                                             | -                                                                      | 46’                                                                    |
| 27-3-2018                                                              | Varsavia                                                               | Polonia                                                                | 3 – 2                                                                  | Corea del Sud                                                          | Amichevole                                                             | -                                                                      | 46’                                                                    |
| 8-6-2018                                                               | Poznań                                                                 | Polonia                                                                | 2 – 2                                                                  | Cile                                                                   | Amichevole                                                             | -                                                                      | 46’                                                                    |
| 12-6-2018                                                              | Varsavia                                                               | Polonia                                                                | 4 – 0                                                                  | Lituania                                                               | Amichevole                                                             | -                                                                      | 46’                                                                    |
| 19-6-2018                                                              | Mosca                                                                  | Polonia                                                                | 1 – 2                                                                  | Senegal                                                                | Mondiali 2018 - 1º turno                                               | -                                                                      | 83’                                                                    |
| 24-6-2018                                                              | Kazan'                                                                 | Polonia                                                                | 0 – 3                                                                  | Colombia                                                               | Mondiali 2018 - 1º turno                                               | -                                                                      |                                                                        |
| 19-11-2019                                                             | Varsavia                                                               | Polonia                                                                | 3 – 2                                                                  | Slovenia                                                               | Qual. Euro 2020                                                        | -                                                                      | 45+4’                                                                  |
| Totale                                                                 |                                                                        | Presenze                                                               | 66                                                                     |                                                                        | Reti                                                                   | 3                                                                      |                                                                        |

## Palmarès

### Club
- Campionato polacco: 1

Zagłębie Lubin: 2006-2007
- Campionato tedesco: 2

Borussia Dortmund: 2010-2011, 2011-2012
- Coppa di Germania: 3

Borussia Dortmund: 2011-2012, 2016-2017, 2020-2021
- Supercoppa di Germania: 3

Borussia Dortmund: 2013, 2014, 2019

### Individuale
- Capocannoniere del campionato europeo di calcio Under-19: 1

2004 (4 gol)